# Museo provinciale del Gansu
Il museo provinciale del Gansu (甘肅省博物館T, 甘肃省博物馆S, Gānsù Shěng BówùguănP) è un museo della città di Lanzhou, in Cina. La sua collezione contiene più di 350.000 artefatti che si dividono in una sezione storica e una di scienze naturali. Dalla sua fondazione, il museo ha ospitato circa 300 mostre, e gli oggetti della sua collezione sono stati esibiti in tutto il mondo.

## Storia
Originariamente incentrato sulla storia del Gansu, nel 1956 fu convertito in un museo di scienze naturali dopo 3 anni di lavori.
Nel 2012 l'Amministrazione statale per i beni culturali lo ha classificato come museo nazionale di primo ordine. Nel 2018 è stato il 7º museo più visitato del paese, registrando 3.500.000 di visitatori.

## Collezione
Il museo contiene 18 sale espositive e 5 mostre permanenti. Vi sono 16 tesori cinesi e 721 reliquie culturali nazionali di primo ordine, più 2.637 reliquie culturali di secondo ordine e 48.241 reliquie culturali di terzo ordine, che contribuiscono ad una collezione che va dall'antichità ai tempi moderni.
Una delle opere presenti nel museo è il Cavallo volante del Gansu, una scultura in bronzo risalente alla dinastia Han orientale, attorno al II secolo a. C. Inoltre, il museo include arte buddhista, fossili, ceramica dipinta, nonché presenta una sezione sulla via della seta e sulla storia del Gansu durante la guerra civile cinese.